# Hugues de Flavigny
Hugues de Flavigny —Hugo Flaviniacensis (llatí)— (1064-1115) fou un historiador i monjo benedictí francès, abat de Flavigny entre el 1097 i el 1100.
Era d'un prestigiós llinatge i rebé ensenyament al monestir de Saint-Vannes (prop de Verdun), on a continuació prengué l'hàbit de Sant Benet. Com el bisbe de Verdun era partidari de l'emperador Enric IV del Sacre Imperi Romanogermànic i l'antipapa Climent III, l'abat de Saint-Vannes, partidari del Papa, hagué d'abandonar el monestir i dirigir-se a l'abadia de Saint-Bénigne a Dijon amb la major part dels seus monjos, entre els quals hi havia Hugues. Un cop arribats, pronuncià els seus vots davant l'abat Xarent, fervent partidari i amic del papa Gregori VII. L'abat confià de seguida en Hugues i l'arquebisbe de Liórequerí sovint els seus serveis.
El 1096, tot i ser força jove, Hugues fou escollit abat de Flavigny i aviat es veié implicat en nombrosos conflictes no només amb el seu bisbe diocesà d'Autun, sinó també amb els seus propis monjos, qui volien explotar tots els mitjans possibles, àdhuc deshonests, en nom del Papa. A causa d'aquesta oposició hagué de fugir dues vegades i, finalment, abdicar, però el concili de Valence el 1100 li retornà el seu càrrec. Aquestes amargues experiències el portaren gradualment a canviar totalment d'opinió en la Lluita de les Investidures i es convertí en un feroç opositor al Papa tot acceptant el bisbe de Verdun, partidari de l'emperador, malgrat que l'anterior abat, partidari del Papa, fos desposseït del seu càrrec.

## Obres
Des de la seva estada a Dijon i probablement a instàncies de l'abat Xarent i de l'arquebisbe de Lió, Hugues de Flavigny començà a redactar una crònica llatina en dos volums sobre la història del món des del naixement de Crist fins al seu temps (Chronicon Virdunense seu Flaviniacense). El primer, que arriba fins a l'any 1002, es pot considerar com una compilació força genèrica que centra el seu interès en haver emprat materials escrits que avui ja no es conserven i han desaparegut. El segon cobreix el període entre el 1002 i el 1112, i aporta gran còpia d'informacions sobre la història de Lorena i la història eclesiàstica de França.
Gràcies a la seva gran erudició, Hugues aconseguí compilar un gran nombre de documents que copia a la seva obra. Quan aquests es revelen massa amplis, abandona l'anàlisi i la substitueix per una narració completa i detallada, i d'aquesta manera escrigué Acta Gregorii VII (biografia del Papa Gregori VII), Series Abbatum Flaviniacensium (sobre els seus predecessors a l'abadia de Flavigny), Vita beati Richardi, abbatis S. Vitori i Vita S. Magdalvei (dues hagiografies, la primera sobre Ricard de Saint-Vannes). La seva narració de l'elecció papal de Víctor III és una obra mestra del gènere en aquell període. Abans de ser abat de Flavigny, escrigué una obra contra l'antipapa Guibert i l'emperador Enric IV. Jean Mabillon diu haver vist a Flavigny un cartulari monacal que per l'escriptura creu ser del propi Hugues, així com un necrologi.